# سيرغي يميليانوف
سيرغي يميليانوف (بالروسية: Емельянов, Сергей Аркадьевич)‏ هو لاعب كرة قدم روسي في مركزي الوسط والدفاع، ولد في 24 يونيو 1981 في إيجيفسك في روسيا. لعب مع نادي كراسنودار.